# Nylon 6,6
El nylon 6,6  (nylon 6-6, nylon 6/6 o nylon 6,6) es un tipo de poliamida o nylon. Este y el nylon 6 son los dos más comunes para las industrias de textiles y plásticos. El nylon 6,6 está hecho de dos monómeros, cada uno con 6 átomos de carbono, hexametilendiamina y ácido adípico, que le dan su nombre al nylon 6,6.

## Síntesis
El nylon 6,6 se sintetiza por policondensación de hexametilendiamina y ácido adípico. Cantidades equivalentes de hexametilendiamina y ácido adípico se combinan con agua en un reactor. Esto se cristaliza para hacer sal de nylon, una mezcla de amonio / carboxilato. La sal de nylon entra en un recipiente de reacción donde el proceso de polimerización tiene lugar en lotes o de forma continua.
La eliminación del agua conduce la reacción hacia la polimerización a través de la formación de enlaces amida a partir de las funciones ácido y amina. De este modo se forma nylon fundido 6,6. Puede extruirse y granularse en este punto o hilarse directamente en fibras por extrusión a través de una hilera (una pequeña placa de metal con agujeros finos) y enfriar para formar filamentos.

## Usos
El nylon 6,6 se usa cuando se requiere alta resistencia mecánica, rigidez, buena estabilidad al calor o resistencia química. Se utiliza en fibras para textiles y alfombras y piezas moldeadas. Para los textiles, las fibras se venden bajo varias marcas, por ejemplo, las marcas Nilit o la marca Cordura para equipaje, pero también se usan en bolsas de aire, ropa y fibras de alfombra bajo la marca Ultron. Se presta bien para hacer objetos estructurales en 3D, principalmente mediante moldeo por inyección. Tiene un amplio uso en aplicaciones automotrices; Estos incluyen partes "debajo del capó", como tanques del extremo del radiador, tapas de balancines, colectores de admisión de aire y bandejas de aceite, así como numerosas otras partes estructurales como bisagras, y jaulas con cojinetes de bolas. Otras aplicaciones incluyen elementos electro-aislantes, tuberías, perfiles, varias piezas de la máquina, bridas, cintas transportadoras, mangueras, armas con marco de polímero y la capa exterior de mantas de protección. Nylon 66 también es un material popular para tuercas de guitarra .
El nylon 6,6, especialmente las calidades reforzadas con fibra de vidrio, puede retardar eficazmente el fuego si se adicionan retardantes de llama, por ejemplo, ignifugantes a base de dietilfosfato de aluminio. Sus principales aplicaciones se encuentran en la industria eléctrica y en la electrónica.
El Remington Nylon 66 era un rifle calibre 22, fabricado por Remington Arms de 1959 a 1989. Tenía una culata hecha de nylon 66.